# Termatophylini
Termatophylini es una tribu de hemípteros heterópteros perteneciente a la familia Miridae.

## Géneros
- Argyrotelaenus - Democoris - Kundakimuka - Maoriphylina - Seychellesius - Termatophylella - Termatophylidea - Termatophylina - Termatophyloides - Termatophylum